# Chapelle de la Madeleine de Narbonne
Pour les articles homonymes, voir Chapelle de la Madeleine.
La chapelle de la Madeleine est une chapelle romane située à Narbonne dans le département français de l'Aude en région du Occitanie.
La chapelle de la Madeleine est située dans la cour du Palais Vieux des Archevêques à Narbonne : elle est située au premier étage de la tour qui occupe l'angle sud-est du Palais Vieux.

## Historique
Cette chapelle archiépiscopale fut probablement construite au XIIe siècle : la baie qui domine la cour peut en effet être datée de la deuxième moitié du XIIe siècle.
Elle a été fortement remaniée au XIIIe siècle, à l'époque de la construction de la cathédrale Saint-Just-et-Saint-Pasteur toute proche, et a encore subi des transformations au XVIIIe siècle, voire au XIXe siècle.
C'est la plus ancienne chapelle palatine conservée dans le sud de la France après la chapelle Notre-Dame du palais épiscopal d'Albi.
La chapelle, comme l'ensemble du Palais des Archevêques, fait l'objet d'un classement au titre des monuments historiques depuis le 8 juillet 1937.

## Description
Intégrée aujourd'hui au Palais-Musée des Archevêques de Narbonne qui occupe la majeure partie du Palais Vieux,, la chapelle présente vers la cour nord (dite cour de la Madeleine) une grande baie cintrée située en hauteur, semblable à un portail suspendu dans le vide.
Cette baie romane, dont le langage ornemental est inspiré de l'antique, est encadrée de deux paires de colonnes cannelées et torsadées surmontées de chapiteaux à feuilles d'acanthe. Ses impostes ornées de marguerites supportent un arc en plein cintre orné d'une frise de grecques et d'une frise d'oves.

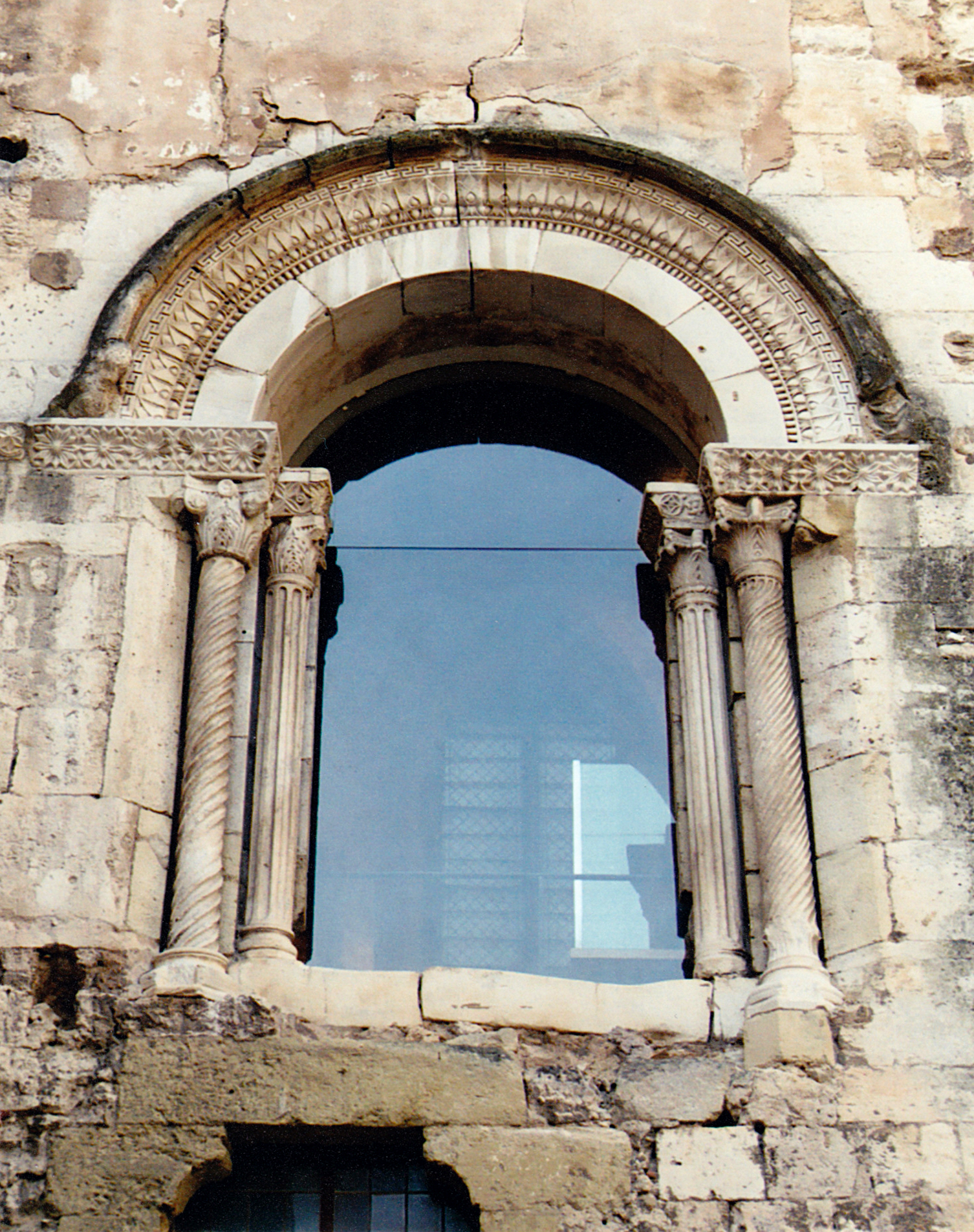
La baie cintrée